# Коров'ячі знаряддя
«Коров'ячі знаряддя (інструменти)» — карикатура американського карикатуриста Гері Ларсона з серії «По той бік» (The Far Side), опублікована в жовтні 1982 року. На ній зображена корова, яка стоїть за столом з химерними, неправильної форми знаряддями праці з підписом «коров'ячі знаряддя». Карикатура збентежила багатьох читачів, які писали або телефонували, шукаючи пояснення жарту. У відповідь на суперечки Ларсон випустив прес-реліз, в якому пояснив, що суть карикатури полягала в тому, що якби корова робила інструменти, їм би «бракувало витонченості». Карикатура була описана як «мабуть, найбільш ненависна ілюстрація „The Far Side“ за всю історію», а також стала популярним інтернет-мемом.

## Опис
«Коров'ячі інструменти» — це однопанельна карикатура, що зображує корову, яка стоїть на задніх ногах за столом, а на задньому плані — корівник. На столі лежать чотири предмети: один нагадує грубу ручну пилку, інші — більш абстрактні. Підпис просто повідомляє: «Коров'ячі інструменти».

## Реакція

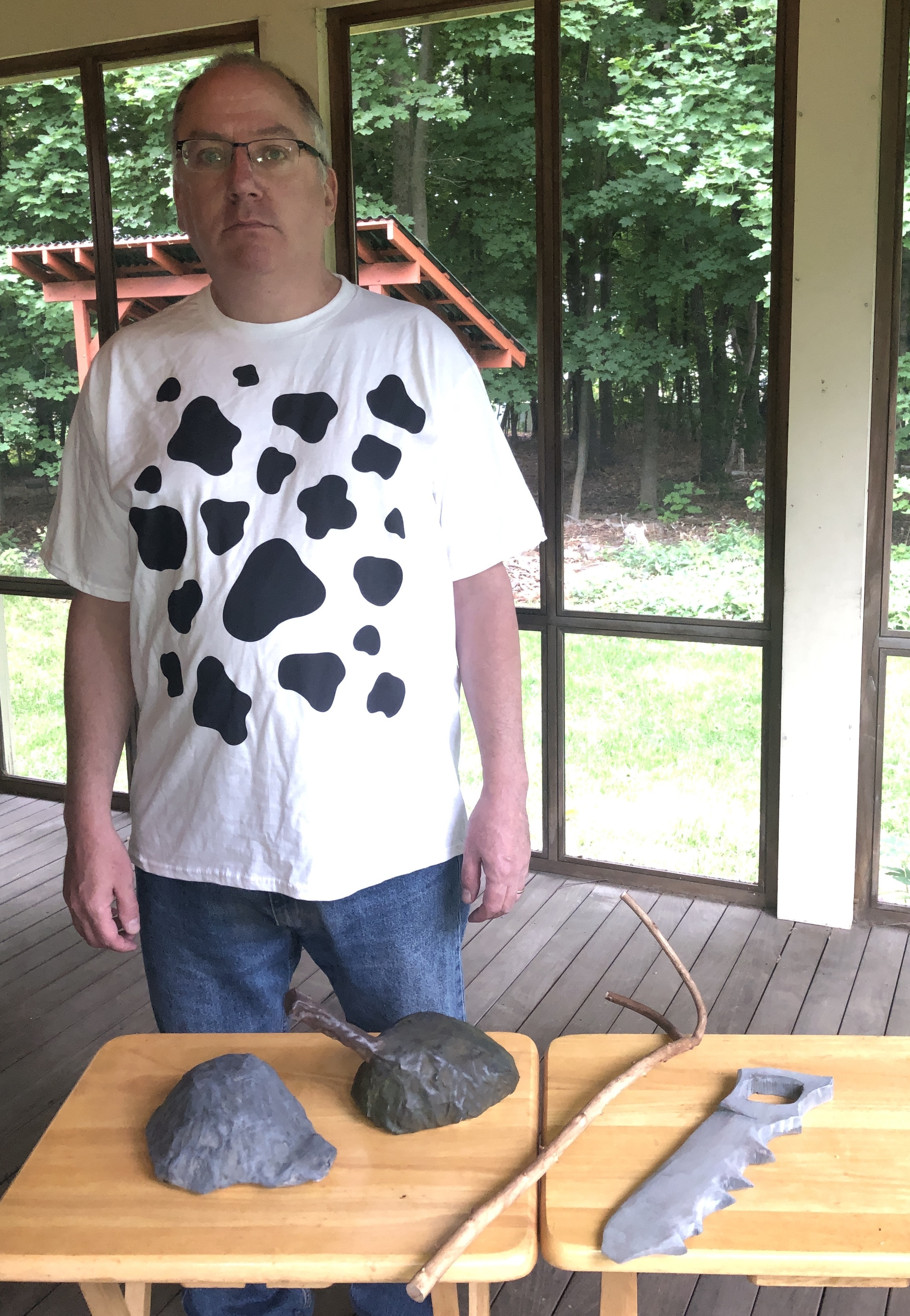
Відтворення «Коров'ячих інструментів», яким ділилися в соціальних мережах. Антигумор карикатури зробив її популярною темою для інтернет-мемів.

Одразу після публікації карикатури на редакцію «Chronicle Features», яка розповсюджувала «The Far Side», посипалися запити від читачів та редакторів газет з проханням пояснити зміст карикатури. За словами генерального директора «Chronicle Features», «телефон не замовкав протягом двох днів». Сам Ларсон отримав сотні листів про «Коров'ячі інструменти», деякі з них були передруковані в антології «Передісторія Того боку» (The Prehistory of The Far Side) 1989 року. В одному з листів читач з Техасу писав, що вони показали карикатуру «більш ніж 40 фахівцям з докторськими ступенями», і ніхто не зміг її зрозуміти.
Розмірковуючи над сприйняттям карикатури, Ларсон припустив, що він помилився, зробивши один з інструментів схожим на грубу пилку, що ввело в оману багатьох читачів, які вважали, що для того, щоб зрозуміти послання карикатури, їм потрібно розшифрувати ідентичність інших трьох інструментів.
Через кілька десятиліть після виходу карикатура стала популярним інтернет-мемом, а зображення інструментів з карикатури були відредаговані в інші зображення

## Пояснення
Ларсон зробив незвичний крок — випустив прес-реліз, в якому пояснив суть жарту:
«Карикатура була задумана як вправа на дурість. Хоча я ніколи не зустрічав корів, які вміли б робити інструменти, я був упевнений, що якби зустрів, то їм (інструментам) чогось бракувало б у витонченості і вони нагадували б жалюгідні екземпляри, показані в цій карикатурі. Я шкодую, що моя любов до корів у поєднанні з надмірно активною уявою, можливо, вивела мене за межі того, що зрозуміло пересічному читачеві Far Side»
Роками пізніше, у The Prehistory of the Far Side,, Ларсон пояснив, що його надихнула ідея про те, що використання знарядь праці є характеристикою, яка відокремлює людство від решти тваринного світу.

## «Коров'ячі знаряддя» у наратології
«Коров'ячі інструменти» можуть слугувати назвою для окремого прийому, що може допомогти автору при побудові свого вигаданого світу (здебільшого, у випадку жанру фентезі).
Ефект «Коров'ячих знарядь» полягає в тому, що значення, яке стоїть за зображенням, не є достатньо очевидним, щоб зрозуміти його одразу, але містить знайомі елементи для того, щоб глядач додумав сенс власними силами (у карикатурі один з інструментів явно нагадує знайомий людський пристрій — пилку, що і підштовхувало читачів до думки, що інші «інструменти» повинні мати якийсь людський еквівалент).
Ефект, подібний до викликаного «коров'ячими інструментами», автор може використати при побудові свого вигаданого світу, виходячи з того, що часто найкращим способом побудови світу є деталі, які придумує аудиторія.
Для досягнення ефекту «коров'ячих знарядь» автору варто зробити дві речі: 1) включити дуже конкретні деталі для знайомих читачу речей, таких як тип уряду або джерело їжі; 2) одночасно з цим включити дивні деталі, такі як специфічні відмінності у способі життя, і не включати деталі їхнього значення.
Ця техніка спрощує роботу автору і змушує читачів домислювати деталі за нього та припускати, що все, про що пише автор, пов'язане між собою.